# 2003年イギリスグランプリ
2003年イギリスグランプリ（2003 British Grand Prix）は、2003年7月20日に、イギリスのシルバーストン・サーキットで開催されたF1のレースである。
ポール・ポジションからスタートしたルーベンス・バリチェロが勝利したが、それよりもニール・ホラン（元司祭で現在は聖職剥奪されている）によるコースへの侵入事件でよく知られている。ホランは茶色のキルトを身に着けて宗教的なメッセージの書かれた垂れ幕を振りながら、ハンガー・ストレートを時速280キロメートルで進行する車列に向かって走っていった。

## レース概要
スタート時のポジションは、フェラーリのルーベンス・バリチェロがポール、その横がルノーのヤルノ・トゥルーリ、3番手にマクラーレン-メルセデスのキミ・ライコネン、当時ディフェンディングチャンピオンでポイントリーダーのミハエル・シューマッハは5番手からのスタートとなった。バリチェロはスタートに失敗し、トゥルーリとライコネンに先行を許した。 ラルフ・シューマッハとミハエル・シューマッハはそれぞれ4位と5位につけ、スタート時のポジションを維持した。
6周目、1コーナー（コプス・コーナー）を走っていたデビッド・クルサードのマシンのヘッドレストが外れるアクシデントが発生する。セーフティ・レギュレーションに従い、クルサードはパーツ取付けのためピットストップを余儀なくされ、マーシャルがコース上をきれいにするまでセーフティーカーが入った。グリーンフラッグが振られレースが再開したときバリチェロとライコネンとの差は縮まっており、11周目にバリチェロはライコネンをパスする。その次のラップで、ニール・ホランがサーキットに侵入し、再度セーフティーカーが出動する事態となった。
各ドライバーが予定していたピットストップのタイミングに近づいていたので、多くのマシンがセーフティーカー走行中にピットインすることを決めた。各チーム2番手のドライバーはピットレーンに並び順番を待たなければならなかったため、順位を大幅に落とすことになった。これにより、ミハエル・シューマッハ、フェルナンド・アロンソ、ファン・パブロ・モントーヤはトップ10から陥落。一方の上位陣はトゥルーリが4位でコースに復帰し、ライコネンとラルフがピットストップの間にバリチェロをパスした。1回目のセーフティーカー導入時にピットストップを行なったトヨタのクリスチアーノ・ダ・マッタとオリビエ・パニスはこの時ピットインせず、それぞれ1位と2位に浮上した。同様の理由で3位はクルサードがつけていた。
16周目に再スタートとなり、ライコネンは直後の1コーナーでトゥルーリをパスし、さらにチームメイトのクルサードをアビーコーナーでパスした。17周目にはパニスを1コーナーでパスし、トップを走るダ・ マッタを追走した。バリチェロはラルフをパス、モントーヤにもかわされペースの上がらないラルフは20周目にピットストップを行い大きくポジションを下げた。その頃ミハエル・シューマッハはアロンソを抜けずにいた。
26周目、バリチェロはトゥルーリを抜くのに苦戦しており、その間にトップを走る2台はリードを広げつつあった。バリチェロとモントーヤは、結局27周目終わりでトゥルーリをパスし、つづく29周目にパニスを捕らえる。ダ・マッタは最終的に30周目でピットインした後ライコネンにトップを奪われた。バリチェロは、コース上の渋滞がクリアになったタイミングでファステストラップをマークし、2回目のピットストップを行った後のライコネンに対しリードを稼いだ。バリチェロはライコネンのアドバンテージを埋めていったが、ライコネンはバリチェロの2回目のピットストップ後、差を詰められながらも再びトップに立つ。バリチェロは後方からライコネンに迫っていき、そのプレッシャーでミスしたライコネンをパスした。
46周目、ミハエル・シューマッハはトゥルーリをパスした。
レース終盤、ライコネンのミスによりモントーヤが2位に入る。クルサードはダ・マッタとトゥルーリをパスし、5位になった。

## コース侵入

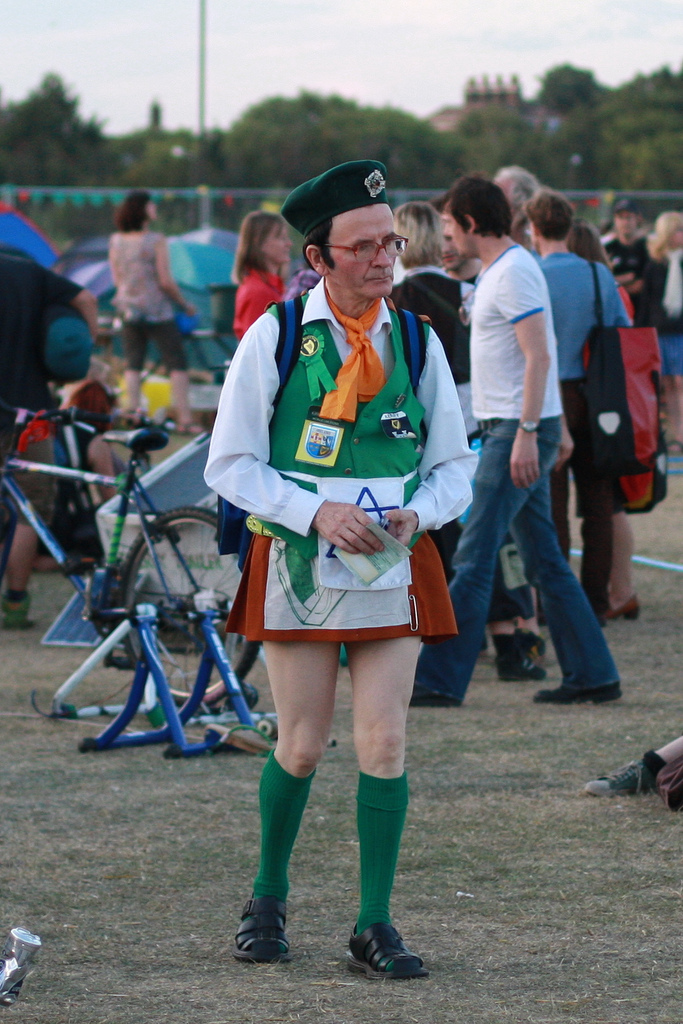
ニール・ホラン。

11周目、ベケット・コーナーを抜けハンガー・ストレートに入るところでホランがフェンスを通り抜けキルトを着用した姿で「聖書を読みなさい」、「聖書は常に正しい」と書かれた幕を振りつつ、マシンの列に走って突っ込んでいった。いくつかのマシンはホランを避けて走行せざるを得なかった。マシンがコースを抜けていった後、最終的にホランはコース脇の芝生が生えたエスケープゾーンに戻っていき、マーシャルに取り押さえられている。
後日、ホランは悪質な不法侵入を犯したとして起訴され、ノーザンプトンの裁判所で有罪判決を受けた。ホランはコースに通じるゲートが開いているのを見て神からの啓示だと思った旨を主張したが、これに対して検察官はグランプリに来る前からホランが垂れ幕を用意していたことを挙げて、ホランの犯行は事前に準備された計画的なものであるとしてその主張を弾劾した。この事件により、ホランは2ヶ月間拘禁されることとなった。
この事件との比較で取り上げられたのが、1977年南アフリカグランプリでの出来事である。このレースでは、ボランティアのマーシャルだったフレデリック・ジャンセン・ヴァン・ビューレンが事故車処理のためメインストレートを横断していたところを、トム・プライスに時速270キロメートル超のスピードではね飛ばされた。ストレートは勾配の頂上に位置していたため、プライスがヴァン・ビューレンに気付いたときには既に手遅れだった。ヴァン・ビューレンは即死し、ヴァン・ビューレンが手にしていた消火器がプライスの頭を直撃したためプライスも死亡した。同様の事故は、2000年ドイツグランプリでも起こっている。メルセデスを退職させられた従業員が、不満を抱いて抗議のためにコース内を歩き回った末に拘束されたのである。これによってセーフティーカーが入り、マクラーレン-メルセデスを運転していたミカ・ハッキネンが築いていたリードを失ってしまった。この抗議のために侵入事件を起こしたドイツ人とは異なり、ホランは直接コースの中央まで走り出て、進行してくる車に対し意図的にふらふらと向かっていっている。
F1界のボスであるマックス・モズレーとバーニー・エクレストンのふたりは、かねてからシルバーストンのメディアと施設に対して極めて批判的であったため、この出来事をきっかけにシルバーストン・サーキットをF1のレース地から外すのではないかと関係者は危惧した。エクレストンは、「この事件は起こらなくてもよかったことだ。こんなことがなくても、レースは十分にエキサイティングだった。だが、セキュリティは十分だったとはいえない」と発言している。しかし、ドライバーたちやチーム代表者たちが、サーキットの擁護に回った。モントーヤは、「これは今年のベストレースの一つだったね。例の観客のことはあったにしても。今日は本当に面白かったよ」と述べた。ザウバーの代表であるペーター・ザウバーは、「誰かがパリの通りの真ん中で自分に火を点けたとしても、誰もパリのことは責めないだろう」と発言し、マクラーレン-メルセデス代表ロン・デニスも、「あれは誰にも避けようがない出来事だったよ」と述べている。
この闖入者を取り押さえたマーシャルに対しては、後に「シルバーストンにおける2003年イギリスグランプリ開催中コース侵入者に立ち向かったすばらしい勇気」を称えて、イギリス自動車レーシングクラブ（British Automobile Racing Club、BARC）のブラウニングメダルが贈られた。21年前に受賞したデビッド・パーレイ以来2人目のことである。

## 決勝
| 順位 | No | ドライバー                       | チーム                  | 周回 | タイム      | グリッド | ポイント |
| ---- | -- | -------------------------------- | ----------------------- | ---- | ----------- | -------- | -------- |
| 1    | 2  | ルーベンス・バリチェロ           | フェラーリ              | 60   | 1:28:37.554 | 1        | 10       |
| 2    | 3  | ファン・パブロ・モントーヤ       | ウィリアムズ-BMW        | 60   | +5.462      | 7        | 8        |
| 3    | 6  | キミ・ライコネン                 | マクラーレン-メルセデス | 60   | +10.656     | 3        | 6        |
| 4    | 1  | ミハエル・シューマッハ           | フェラーリ              | 60   | +25.648     | 5        | 5        |
| 5    | 5  | デビッド・クルサード             | マクラーレン-メルセデス | 60   | +36.827     | 12       | 4        |
| 6    | 7  | ヤルノ・トゥルーリ               | ルノー                  | 60   | +43.067     | 2        | 3        |
| 7    | 21 | クリスチアーノ・ダ・マッタ       | トヨタ                  | 60   | +45.085     | 6        | 2        |
| 8    | 17 | ジェンソン・バトン               | B・A・R-ホンダ          | 60   | +45.478     | 20       | 1        |
| 9    | 4  | ラルフ・シューマッハ             | ウィリアムズ-BMW        | 60   | +58.032     | 4        |          |
| 10   | 16 | ジャック・ヴィルヌーヴ           | B・A・R-ホンダ          | 60   | +1:03.569   | 9        |          |
| 11   | 20 | オリビエ・パニス                 | トヨタ                  | 60   | +1:05.207   | 13       |          |
| 12   | 10 | ハインツ＝ハラルド・フレンツェン | ザウバー-ペトロナス     | 60   | +1:05.564   | 14       |          |
| 13   | 12 | ラルフ・ファーマン               | ジョーダン-フォード     | 59   | +1 Lap      | 17       |          |
| 14   | 14 | マーク・ウェバー                 | ジャガー-コスワース     | 59   | +1 Lap      | 11       |          |
| 15   | 19 | ヨス・フェルスタッペン           | ミナルディ-コスワース   | 58   | +2 Laps     | 19       |          |
| 16   | 18 | ジャスティン・ウィルソン         | ミナルディ-コスワース   | 58   | +2 Laps     | 18       |          |
| 17   | 9  | ニック・ハイドフェルド           | ザウバー-ペトロナス     | 58   | +2 Laps     | 16       |          |
| Ret  | 8  | フェルナンド・アロンソ           | ルノー                  | 52   | Gearbox     | 8        |          |
| Ret  | 11 | ジャンカルロ・フィジケラ         | ジョーダン-フォード     | 44   | Suspension  | 15       |          |
| Ret  | 15 | アントニオ・ピッツォニア         | ジャガー-コスワース     | 32   | Engine      | 10       |          |

## 注
本レースは、アントニオ・ピッツォニアにとってシーズン最後のレースとなった。ピッツォニアは一連のレースで結果を出せなかったため、ミナルディのジャスティン・ウィルソンと交代させられた。なお、ジャスティン・ウィルソンも後にミナルディのデンマーク出身のドライバー、ニコラス・キエーサに替えられている。

## 第11戦終了時点でのランキング
- 太字は理論上ワールドチャンピオンの可能性あり

| 順位 | ドライバー                 | ポイント |
| ---- | -------------------------- | -------- |
| 1    | ミハエル・シューマッハ     | 69       |
| 2    | キミ・ライコネン           | 62       |
| 3    | ファン・パブロ・モントーヤ | 55       |
| 4    | ラルフ・シューマッハ       | 53       |
| 5    | ルーベンス・バリチェロ     | 49       |

| 順位 | コンストラクター        | ポイント |
| ---- | ----------------------- | -------- |
| 1    | フェラーリ              | 118      |
| 2    | ウィリアムズ-BMW        | 108      |
| 3    | マクラーレン-メルセデス | 95       |
| 4    | ルノー                  | 55       |
| 5    | B・A・R-ホンダ          | 14       |

- 注: ドライバー、コンストラクター共にトップ5のみ表示。